# Oliveto Lario
Oliveto Lario is een gemeente in de Italiaanse provincie Lecco (regio Lombardije) en telt 1132 inwoners (31-12-2004). De oppervlakte bedraagt 16,1 km², de bevolkingsdichtheid is 69 inwoners per km².

## Demografie
Oliveto Lario telt ongeveer 549 huishoudens. Het aantal inwoners steeg in de periode 1991-2001 met 9,9% volgens cijfers uit de tienjaarlijkse volkstellingen van ISTAT.
| Jaar | Inwoneraantal |
| ---- | ------------- |
| 1991 | 1011          |
| 2001 | 1111          |

## Geografie
De gemeente ligt op ongeveer 208 m boven zeeniveau.
Oliveto Lario grenst aan de volgende gemeenten: Abbadia Lariana, Barni (CO), Bellagio (CO), Lasnigo (CO), Lierna, Magreglio (CO), Mandello del Lario, Valbrona (CO), Varenna.